# Evan Dunham
Evan Dunham (Eugene, 18 de dezembro de 1981) é um lutador de artes marciais mistas estadunidense, atualmente ele compete no peso-leve do Ultimate Fighting Championship.

## Carreira no MMA

### Ultimate Fighting Championship
Dunham fez sua estreia no UFC em 21 de Fevereiro de 2009 contra Per Eklund no UFC 95. Dunham demonstrou um estilo agressivo, nocauteando no aos 2:14 do primeiro round.
Dunham fez sua segunda luta no UFC, contra o veterano Marcus Aurélio no UFC 102 e venceu por Decisão Dividida.
Dunham enfrentou o vencedor do The Ultimate Fighter 8, Efrain Escudero em 11 de Janeiro de 2010 no UFC Fight Night 20, a luta aconteceu no main-event. Dunham venceu por Finalização no terceiro round, quebrando o braço de Escudero. Sua performance rendeu o prêmio de Finalização da Noite.
Dunham enfrentou o ex-companheiro de equipe da Xtreme Couture Tyson Griffin, em 12 de Junho de 2010 no UFC 115. Dunham foi dominate nos três rounds, pegando as costas de Griffin em diversas ocasiões. Ele venceu a luta por Decisão Unânime.
Dunham enfrentou o ex-Campeão Peso Leve do UFC, Sean Sherk em 25 de Setembro de 2010 no UFC 119. Dunham teve sua primeira derrota no MMA, por uma polêmica Decisão Dividida. Sherk utilizou seu wrestling no primeiro round, abrindo um grande corte no olho direito de Dunham, porém Dunham utilizou tentativas de finalização e golpes efetivos no fim do segundo round e durante todo o terceiro round. O presidente do UFC Dana White disse que Dunham foi 'roubado'. A performance de ambos lutadores lhes rendeu o prêmio de Luta da Noite.
Dunham era esperado para enfrentar Kenny Florian no UFC 126, porém a luta foi movida para o UFC Fight Night 23 em 22 de Janeiro de 2011. Dunham confirmou a luta em sua página pessoal do Facebook. Porém em 6 de Dezembro, Florian se retirou da luta com uma lesão. Para seu lugar foi colocado Melvin Guillard, que enfrentaria Yves Edwards no card preliminar. Dunham perdeu por Nocaute Técnico no primeiro round após sofrer uma dura sequência de golpes de Guillard.
Dunham era esperado para enfrentar George Sotiropoulos em 2 de Julho de 211 no UFC 132. Porém, Dunham foi forçado a se retirar da luta com uma lesão e foi substituído por Rafael dos Anjos.
Dunham enfrentou Shamar Bailey em 17 de Setembro de 2011 no UFC Fight Night 25. Ele venceu por Decisão Unânime.
Dunham era esperado para enfrentar Paul Sass em 28 de Janeiro de 2012 no UFC on Fox: Evans vs. Davis. Porém, Sass foi forçado a se retirar da luta devido a uma lesão e foi substituído por Nik Lentz. Dunham venceu por Interrupção Médica no segundo round. A performance de ambos lutadores lhes renderam o prêmio de Luta da Noite.
Dunham era esperado para enfrentar Edson Barboza em 26 de Maio de 2012 no UFC 146. Porém, Dunham foi forçado a se retirar da luta e foi substituído pelo veterano que retornava ao UFC Jamie Varner.
Dunham perdeu para TJ Grant por Decisão Unânime em 22 de Setembro de 2012 no UFC 152. A performance de ambos lutadores lhes rendeu o prêmio de Luta da Noite.
Dunham enfrentou Gleison Tibau em 2 de Fevereiro de 2013 no UFC 156. Ele venceu por Decisão Dividida.
Dunham foi derrotado por Rafael dos Anjos em 18 de Maio de 2013 no UFC on FX: Belfort vs. Rockhold por Decisão Unânime
Dunham sofreu sua segunda derrota seguida ao ser derrotado por Donald Cerrone em 17 de Novembro de 2013 no UFC 167 por finalização no segundo round.
Dunham enfrentaria Mark Bocek em 16 de Abril de 2014 no UFC Fight Night: Bisping vs. Kennedy. Porém, uma lesão o tirou do card, e ele foi substituído por Mike de la Torre.
Dunham enfrentou o brasileiro Edson Barboza em 16 de Julho de 2014 no UFC Fight Night: Cerrone vs. Miller. Ele foi derrotado por nocaute técnico após sofrer um chute no corpo ainda no primeiro round.
Ele enfrentou Rodrigo Damm em 3 de Janeiro de 2015 no UFC 182, onde saiu vencedor por decisão unânime.
Dunham enfrentou Ross Pearson em 18 de Julho de 2015 no UFC Fight Night: Bisping vs. Leites. Ele venceu a luta por decisão unânime.
Dunham enfrentou Joe Lauzon em 11 de Dezembro de 2015 no TUF 22 Finale e o venceu por decisão unânime.

## Campeonatos e realizações
- Ultimate Fighting Championship
  - Luta da noite (Quatro vezes)
  - Finalização da noite (Uma vez)

## Cartel no MMA
| Cartel no MMA   |             |            |
| 28 lutas        | 18 vitórias | 9 derrotas |
| Por nocaute     | 3           | 4          |
| Por finalização | 6           | 2          |
| Por decisão     | 9           | 3          |
| Empates         | 1           | 1          |

| Res.    | Cartel | Oponente              | Método                                      | Evento                                   | Data       | Round | Tempo | Local                         | Notas                |
| ------- | ------ | --------------------- | ------------------------------------------- | ---------------------------------------- | ---------- | ----- | ----- | ----------------------------- | -------------------- |
| Derrota | 18-9-1 | Herbert Burns         | Finalização (mata leão)                     | UFC 250: Nunes vs. Spencer               | 06/06/2020 | 1     | 1:20  | Las Vegas, Nevada             |                      |
| Derrota | 18-8-1 | Francisco Trinaldo    | Nocaute Técnico (joelhada no corpo)         | UFC Fight Night: Santos vs. Anders       | 22/09/2018 | 2     | 4:10  | São Paulo                     |                      |
| Derrota | 18-7-1 | Olivier Aubin-Mercier | Nocaute Técnico (joelhada no corpo e socos) | UFC 223: Khabib vs. Iaquinta             | 07/04/2018 | 1     | 0:53  | Brooklyn, Nova Iorque         |                      |
| Empate  | 18-6-1 | Beneil Dariush        | Empate (majoritário)                        | UFC 216: Ferguson vs. Lee                | 07/10/2017 | 3     | 5:00  | Las Vegas, Nevada             |                      |
| Vitória | 18-6   | Rick Glenn            | Decisão (unânime)                           | UFC Fight Night: Poirier vs. Johnson     | 17/09/2016 | 3     | 5:00  | Hidalgo, Texas                | Luta da Noite        |
| Vitória | 17-6   | Joe Lauzon            | Decisão (unânime)                           | TUF 22 Finale                            | 11/12/2015 | 3     | 5:00  | Las Vegas, Nevada             |                      |
| Vitória | 16-6   | Ross Pearson          | Decisão (unânime)                           | UFC Fight Night: Bisping vs. Leites      | 18/07/2015 | 3     | 5:00  | Glasgow                       |                      |
| Vitória | 15-6   | Rodrigo Damm          | Decisão (unânime)                           | UFC 182: Jones vs. Cormier               | 03/01/2015 | 3     | 5:00  | Las Vegas, Nevada             |                      |
| Derrota | 14-6   | Edson Barboza         | Nocaute Técnico (chute no corpo e socos)    | UFC Fight Night: Cerrone vs. Miller      | 16/07/2014 | 1     | 3:06  | Atlantic City, Nova Jersey    |                      |
| Derrota | 14-5   | Donald Cerrone        | Finalização (triângulo)                     | UFC 167: St. Pierre vs. Hendricks        | 17/11/2013 | 2     | 3:49  | Las Vegas, Nevada             |                      |
| Derrota | 14-4   | Rafael dos Anjos      | Decisão (unânime)                           | UFC on FX: Belfort vs. Rockhold          | 18/05/2013 | 3     | 5:00  | Jaraguá do Sul                |                      |
| Vitória | 14–3   | Gleison Tibau         | Decisão (dividida)                          | UFC 156: Aldo vs. Edgard                 | 02/02/2013 | 3     | 5:00  | Las Vegas, Nevada             |                      |
| Derrota | 13–3   | TJ Grant              | Decisão (unânime)                           | UFC 152: Jones vs. Belfort               | 22/09/2012 | 3     | 5:00  | Toronto, Ontário              | Luta da Noite        |
| Vitória | 13–2   | Nik Lentz             | Nocaute Técnico (interrupção médica)        | UFC on Fox: Evans vs. Davis              | 28/01/2012 | 2     | 5:00  | Chicago, Illinois             | Luta da Noite        |
| Vitória | 12–2   | Shamar Bailey         | Decisão (unânime)                           | UFC Fight Night: Shields vs. Ellenberger | 17/09/2011 | 3     | 5:00  | Nova Orleans, Luisiana        |                      |
| Derrota | 11–2   | Melvin Guillard       | Nocaute Técnico (joelhadas)                 | UFC: Fight For The Troops 2              | 22/01/2011 | 1     | 2:58  | Fort Hood, Texas              |                      |
| Derrota | 11–1   | Sean Sherk            | Decisão (dividida)                          | UFC 119: Mir vs. Cro Cop                 | 25/09/2010 | 3     | 5:00  | Indianápolis, Indiana         | Luta da Noite        |
| Vitória | 11–0   | Tyson Griffin         | Decisão (dividida)                          | UFC 115: Lidell vs. Franklin             | 12/06/2010 | 3     | 5:00  | Vancouver, Colúmbia Britânica |                      |
| Vitória | 10–0   | Efrain Escudero       | Finalização (chave de braço)                | UFC Fight Night: Maynard vs. Diaz        | 11/01/2010 | 3     | 1:59  | Fairfax, Virginia             | Finalização da Noite |
| Vitória | 9–0    | Marcus Aurélio        | Decisão (dividida)                          | UFC 102: Couture vs. Nogueira            | 29/08/2009 | 3     | 5:00  | Portland, Oregon              |                      |
| Vitória | 8–0    | Per Eklund            | Nocaute (socos)                             | UFC 95: Sanchez vs. Stevenson            | 21/02/2009 | 1     | 2:13  | Londres                       |                      |
| Vitória | 7–0    | Dustin Akbari         | Finalização (mata-leão)                     | PFC 12: High Stakes                      | 22/01/2009 | 3     | 0:40  | Lemoore, Califórnia           |                      |
| Vitória | 6–0    | Eben Kaneshiro        | Nocaute Técnico (socos)                     | RFC: Bragging Rights II                  | 13/09/2008 | 2     | 3:05  | Eugene, Oregon                |                      |
| Vitória | 5–0    | Cleber Luciano        | Finalização (guilhotina)                    | PFP: Ring of Fire                        | 09/12/2007 | 3     | N/A   | Cidade Quezon                 |                      |
| Vitória | 4–0    | Talon Hoffman         | Finalização (guilhotina)                    | DesertBrawl                              | 28/09/2007 | 1     | 0:38  | Bend, Oregon                  |                      |
| Vitória | 3–0    | Mark Daoust           | Finalização (mata-leão)                     | Elite Warriors Championship              | 02/06/2007 | 1     | 3:46  | Portland, Oregon              |                      |
| Vitória | 2–0    | Nassor Lewis          | Finalização (chave de braço)                | Rise FC 2: Hawaii vs. Mainland           | 28/04/2007 | 1     | 1:16  | Eugene, Oregon                |                      |
| Vitória | 1–0    | Gabriel Martinez      | Decisão (unânime)                           | GC 62: Sprawl or Brawl                   | 14/04/2007 | 2     | 5:00  | Lakeport, Califórnia          |                      |